# Pentafluorek jodu
Pentafluorek jodu (nazwa Stocka: fluorek jodu(V)), IF
5 – nieorganiczny związek chemiczny z grupy fluorków, w którym jod występuje na V stopniu utlenienia. Cząsteczka IF
5 ma kształt piramidy kwadratowej.
W temperaturze pokojowej jest bezbarwną, dymiącą cieczą, gwałtownie reaguje z wodą. Po raz pierwszy został otrzymany przez Henriego Moissana w 1891 roku w wyniku spalania jodu w atmosferze fluoru. Reakcja ta przebiega według równania:
I
2 + 5F
2 → 2IF
5
W podwyższonej temperaturze IF
5 reaguje dalej z fluorem, wytwarzając heptafluorek jodu, IF
7:
IF
5 + F
2 → IF
7